# Deuterosaurus
Deuterosaurus è un genere estinto di terapsidi, appartenente ai dinocefali. Visse alla fine del Permiano medio (Capitaniano, circa 265 - 260 milioni di anni fa) e i suoi resti fossili sono stati ritrovati in Russia.

## Descrizione
Questo animale doveva possedere una struttura massiccia e un corpo che doveva raggiungere la mezza tonnellata di peso. Si suppone che un animale adulto potesse essere lungo 5-6 metri. La coda doveva essere piuttosto lunga, mentre le zampe erano massicce e corte, e venivano tenute parzialmente ai lati del corpo durante la camminata, più o meno come gli odierni coccodrilli. Sono noti numerosi crani di Deuterosaurus; alcuni di questi misuravano anche 80 centimetri. Deuterosaurus possedeva un muso relativamente allungato e denti conici, tra i quali spiccavano lunghi canini simili a pugnali.
Al contrario di molti animali simili (gli anteosauridi), Deuterosaurus possedeva un cranio piuttosto corto, con una regione delle guance larga, che indicava un morso particolarmente potente. Gli occhi erano parzialmente diretti in avanti, e conferivano a questo animale una visione almeno parzialmente stereoscopica. L'occhio pineale, anche se piccolo, aveva un'apertura ben formata proprio sulla sommità della calotta cranica. Al di sopra della regione degli occhi vi era un insolito ispessimento delle ossa.

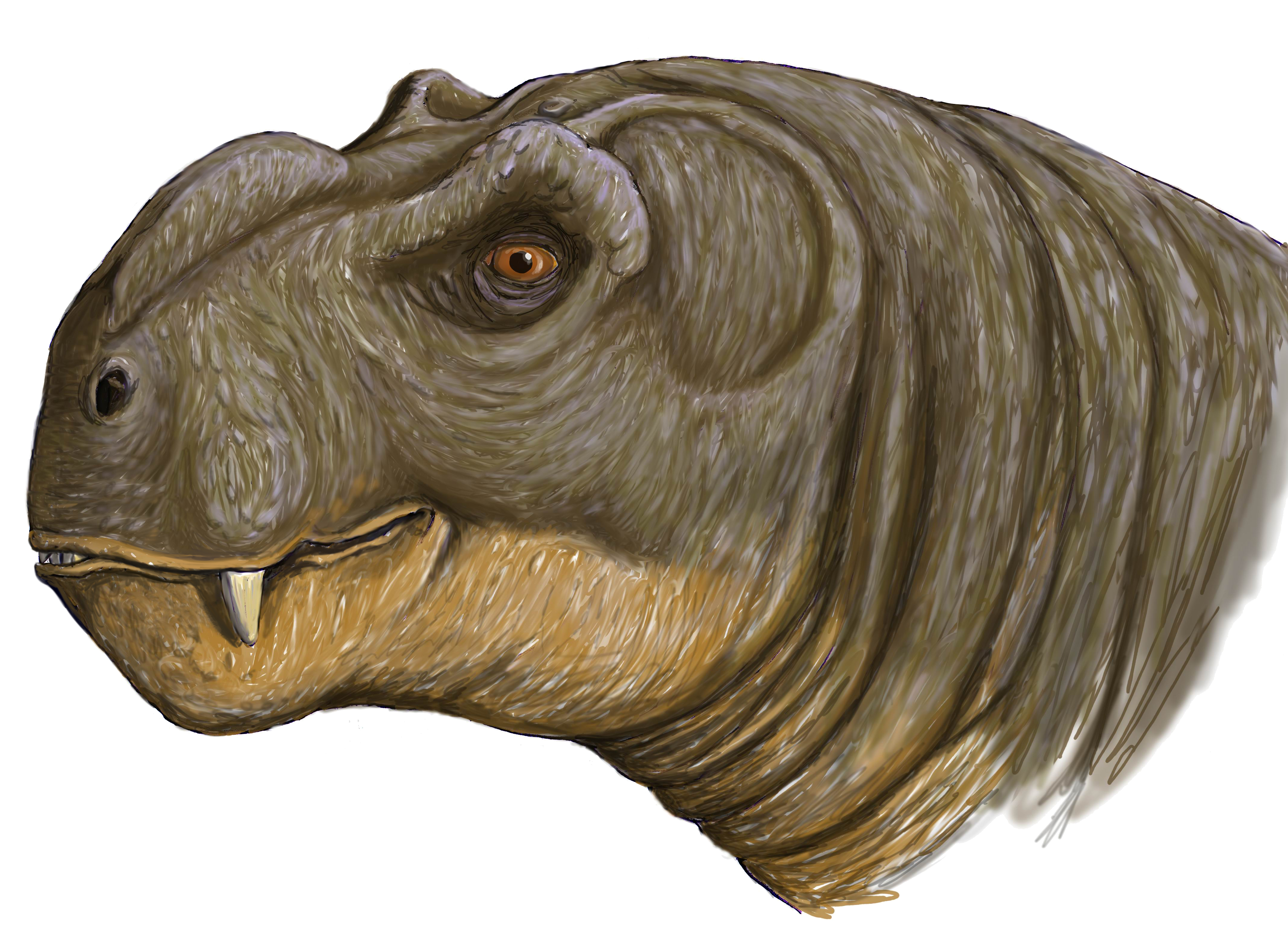
Ricostruzione di Deuterosaurus jubilaei

## Classificazione
Descritto per la prima volta da Eichwald nel 1848, questo animale non godette di una classificazione chiara per lungo tempo: ancora nel 1870, T. H. Huxley lo considerò erroneamente un dinosauro.
Successivamente venne attribuito ai terapsidi, il grande gruppo di tetrapodi che darà origine ai veri e propri mammiferi. Deuterosaurus fa parte di quel gruppo di terapsidi primitivi noti come dinocefali ("teste terribili"), e in particolare della famiglia degli anteosauridi.
Di Deuterosaurus sono note varie specie, tra le quali le meglio conosciute sono D. biarmicus e D. jubilaei.

## Paleoecologia
I fossili di Deuterosaurus sono stati ritrovati in varie zone della Siberia, che nel Permiano medio era una regione dominata da pianure temperate. Deuterosaurus era uno dei più grandi animali della sua epoca, ed è stato variamente interpretato come un erbivoro o come un carnivoro. I grandi canini appuntiti potrebbero indicare l'abilità di uccidere una preda, ma le zampe corte e il corpo massiccio indicano piuttosto che questo animale facesse fatica a correre sulle lunghe distanze. È possibile quindi che non fosse un cacciatore, e potrebbe essersi nutrito di carogne o forse di piante. La possibile visione stereoscopica, però, sarebbe compatibile con uno stile di vita predatorio, forse d'imboscata, mentre i denti posteriori smussati ma conici potrebbero indicare una dieta onnivora. Forse, come gli odierni orsi, Deuterosaurus era un animale onnivoro. L'ispessimento delle ossa craniche nella regione sopra gli occhi indica che questi animali potrebbero aver partecipato a combattimenti testa a testa, come gli odierni mufloni, forse per l'accoppiamento o per dispute territoriali.